# Сан Кименто (Сијена)
Сан Кименто је насеље у Италији у округу Сијена, региону Тоскана.
Према процени из 2011. у насељу је живело 9 становника. Насеље се налази на надморској висини од 279 м.